# Tassazione achemenide

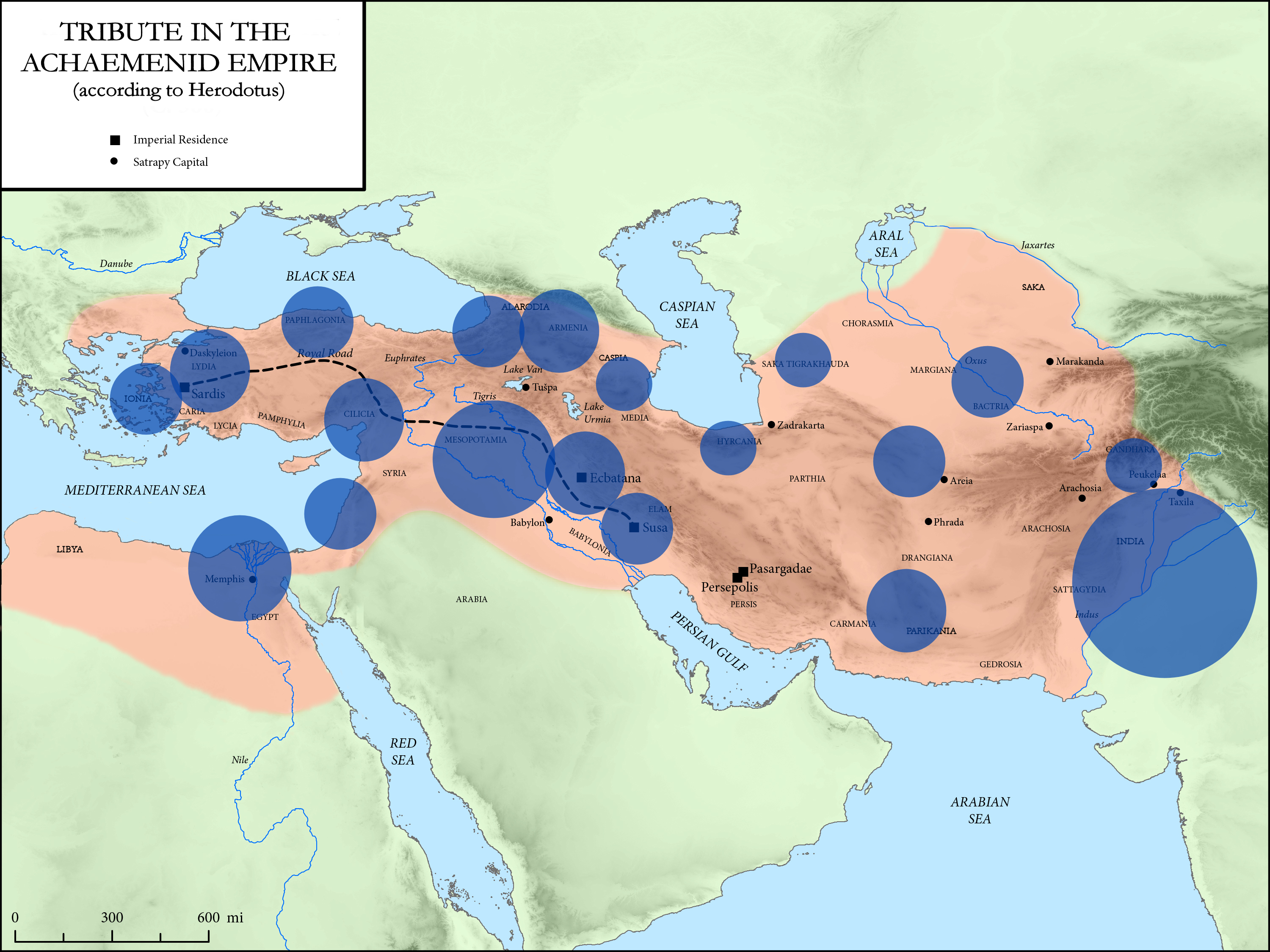
Entità del tributo annuale per distretto

La Tassazione achemenide è stata una delle componenti più importanti dell'amministrazione statale achemenide. Secondo Erodoto, nell'impero persiano sotto Ciro II e Cambise i sudditi erano obbligati a effettuare soltanto delle occasionali donazioni ai sovrani, laddove una tassazione regolare venne per la prima volta introdotta sotto Dario I (r. 522-486 a.C.).

## Storia
Dario I dichiara nelle iscrizioni di Bisotun (ll. 17-20) che le popolazioni dell'Impero gli devono recare tributi. Nel 519 a.C. egli stesso stabilì un nuovo sistema di tassazione statale. La terra venne accuratamente misurata in parasanghe e classificata in base alla colture e alla dimensione del raccolto.  Tutte le satrapie vennero obbligate a pagare in argento le tasse fissate per ciascuna provincia, determinate in base all'estensione delle terre coltivate e della loro fertilità, questo dato risultando dalla media dei raccolti degli anni precedenti, risultanti dai registri catastali di ciascuna provincia. Tali documenti catastali sono stati recuperati a Babilonia. Contengono dati quali il numero degli alberi da frutta, la tipologia delle colture, l'estensione della terra coltivabile. Come scritto da Erodoto  tale riforma venne implementata agli inizi del regno di Dario I, dopo che questi ebbe sedato le rivolte del 522-521 a.C.. Dato che i documenti catastali più vecchi provenienti da Babilonia sono datati al terzo anno del regno di Dario, la riforma cui essi si riferiscono dovrebbe risalire al 519 a.C..
Una lista di satrapie presentate nelle Storie di Erodoto  solo parzialmente coincide con la lista delle regioni dell'impero persiano desumibile dalle iscrizioni achemenidi, dove Persia ed Elam sono elencate per prime, seguite dalle regioni dell'impero andando verso ovest sino all'Egitto, seguite da Asia Minore, Media, Armenia, ed infine le province iraniche ad est della Persia. Queste discrepanze possono probabilmente essere spiegate dal fatto che mentre nelle iscrizioni achemenidi vi è una enumerazione dei distretti amministrativi, nella lista di Erodoto compare solo una lista delle tasse pagate dalle singole regioni.
Sempre secondo Erodoto , i Persiani in quanto popolo dominante erano esentati dal pagamento dalle tasse. Tuttavia i Persiani sebbene non pagassero tasse in moneta, erano comunque soggetti a tributi in natura . I documenti della Fortificazione elamita contengono alcune informazioni circa la riscossione delle tasse nell'area sud-occidentale dell'Iran durante il regno di Dario I. In particolare, alcune registrazioni rilevano l'elargizione di piccole greggi come forma di pagamento delle tasse statali . Le popolazioni soggette al dominio Achemenide pagavano annualmente la somma approssimativa di 7.740 talenti babilonesi d'argento (232 200 kg), senza contare in tale computo la satrapia dell'India, che pagava il suo tributo nella forma di polvere aurea . Stando ad Erodoto, l'intera somma riscossa annualmente ammontava a 14.560 talenti Euboici (1 talento Euboico = 25,86 kg; v. Weissbach, 1912, p. 490). Gran parte di tale somma era pagata dalle popolazioni delle aree più fiorenti, ovvero Asia Minore, Babilonia, Siria, Fenicia ed Egitto.
Nonostante il precedente sistema delle donazioni venisse mantenuto, venne strettamente regolato. Inoltre, diversamente dalle tasse, i doni erano pagati in natura. Laddove la maggior parte delle popolazioni dell'impero pagavano tasse in denaro, l'elargizione di doni era riservata a popolazioni meno progredite e poste al di fuori del controllo diretto dell'impero in aree di confine, quali i Colchici, gli Arabi e gli Etiopi.
I bassorilievi di Persepoli raffigurano rappresentanti di tutte le popolazioni soggette agli Achemenidi mentre recano animali e recipienti. In quanto alleati, gli Arabi dovevano consegnare annualmente 1000 talenti di incenso come dono al re persiano . Secondo Erodoto l'Egitto e Babilonia erano obbligate, in aggiunta ai loro obblighi tributari normali, a destinare una significativa quantità di grano per sostentare le truppe acquartierate in quelle province.
Una lista di tasse e doni provenienti dalle satrapie fornita da Erodoto  inizia con la Ionia (comprendente anche Caria e Licia e oltre ad altre regioni), che risulta pagare 400 talenti d'argento. Gli Ioni sono raffigurati sui bassorilievi di Persepoli mentre recano contenitori e rotoli. Al secondo posto sulla lista di Erodoto compare la Lidia, che assieme ai suoi vicini pagava 500 talenti d'argento annualmente, la Frigia (360 talenti), la Cilicia (500 talenti), l'area cosiddetta "oltre il fiume" (Siria, Palestina, Fenicia e Cipro: 350 talenti). L'Egitto assieme con la Libia, Cirene e Barca pagava 700 talenti, Sattagydia, Gandara, e Aracosia: 170 talenti; Elam: 300 talenti; Babilonia: 1000 talenti; Media: 450 talenti; Battria:  360 talenti; Sagartia insieme ad altre satrapie: 600 talenti; Partia, Corasmia, Sogdiana, e Areia: 300 talenti, etc.
La gran parte degli studiosi colloca la lista delle satrapie alla metà del V secolo a.C., durante il regno di Artaserse I (r. 465/64-424/23), un periodo nel quale visse lo stesso Erodoto. Il numero delle satrapie e i loro confini erano tuttavia mutati rispetto alle prime fasi di vita dell'impero, in seguito a conquiste e riforme amministrative. Nel corso del tempo il numero delle satrapie crebbe, la loro estensione diminuì. Per esempio sotto Dario I l'Asia Minore venne divisa in quattro satrapie, mentre sotto Dario III le province erano divenute sette. L'ammontare delle tasse deciso sotto Dario I rimase tuttavia praticamente inalterato sino alla conclusione dell'Impero achemenide. Come riporta Erodoto gli abitanti dell'Asia Minore dall'anno 492 a.C. sino al momento in cui egli scriveva (intorno al 425-415 a.C.) pagarono lo stesso ammontare di tasse fissato dal satrapo della Lidia Artaferne sotto Dario I.

## Tecniche di riscossione
Le tecniche utilizzate per riscuotere le tasse sono note grazie ai documenti della famiglia Murashu di Babilonia, tra i quali figurano una grande quantità di ricevute di pagamento relative a stime riguardanti l'assegnazione di terre. Tali stime erano pagate sia in argento che in natura (lievito, farina, animali da cortile, birra, etc.). Come risulta da documenti datati al V secolo a.C. diversi abitanti di Babilonia dovettero ipotecare le proprie terre per ottenere l'argento necessario per il pagamento delle tasse, venendo talvolta costretti a consegnare i loro figli qualora fossero risultati inadempienti.